# Charles Pivert
Charles Pivert, né le 7 avril 1899 à Montmachoux (Seine-et-Marne) et mort le 17 février 1981 à Paris, est un syndicaliste enseignant, responsable socialiste, puis collaborationniste, français.

## Biographie
Fils d'un couple de commerçant, il est orphelin après la mort de son père au combat pendant la première guerre mondiale. Instituteur à Paris à partir de 1918, puis professeur au lycée français d'Alexandrie (Egypte), il retrouve un poste à Paris en 1924.
Membre du Syndicat national des instituteurs, il le représente au conseil départemental de l'enseignement de la Seine à partir de 1927. Défenseur de l'école unique, il est aussi de 1925 à 1934, secrétaire de l'union locale CGT du 15e arrondissement de Paris. Proche des positions d'Albert Thierry, il se retrouve souvent sur l'orientation défendue par La Révolution prolétarienne.
Militant socialiste, il est secrétaire de la 14ème section parisienne de la SFIO, membre de la commission exécutive de la fédération de Paris à partir de 1925, et animateur, avec Suzanne Buisson et Alexandre Bracke, de l'école supérieure socialiste qui organise la formation des militants parisiens.
Plusieurs fois candidat SFIO aux municipales à Paris, dans des quartiers peu favorables aux socialistes, il n'est jamais élu.
Contrairement à son frère, Marceau, il reste en 1935 fidèle à la tendance Bataille socialiste, qu'il quitte cependant deux ans plus tard, en désaccord avec les positions favorables à l'unité avec les communistes défendues par Jean Zyromski.
Détaché au ministère de l'intérieur, auprès de Roger Salengro, puis Marx Dormoy, pendant le Front populaire, il est ensuite chargé de mission auprès de Léon Blum, avec la responsabilité de la sécurité du chef du gouvernement. En 1937, il entre à la commission administrative permanente de la SFIO.
En octobre 1941, il est révoqué de ses fonctions d'enseignant par le gouvernement de Vichy, au motif de son appartenance à la franc-maçonnerie, qu'il avait pourtant quittée en 1937. A cette période, il s'est cependant déjà rapproché des milieux collaborationnistes : membre de France-Europe, organisation dirigée par Francis Desphelippon, il rédige des articles pour la presse collaborationniste, notamment L'Œuvre et Germinal. Il a aussi appartenu la rédaction de La France socialiste, journal regroupant d'anciens socialistes passés à la collaboration.
Poursuivi pour ces faits à la Libération, il n'est finalement pas condamné, son appartenance au RNP n'ayant, notamment, pas pu être prouvée.
Il adhère ensuite au Parti socialiste démocratique, animé par Paul Faure, puis, en 1947, au Rassemblement du peuple français, fondé par Charles de Gaulle. Il est secrétaire de la commission d'étude sur l'association capital-travail du parti gaulliste, et responsable de l'action en direction des ouvriers du RPF en région parisienne.
En 1956, il est candidat malheureux, sous l'étiquette des républicains sociaux, aux législatives dans la Charente.
Il s'éloigne ensuite de l'action publique jusqu'à sa mort, en 1981.

## Sources
Dictionnaire biographique du mouvement ouvrier, mouvement social, notice de Jacques Girault, Justinien Raymond et Gilles Morin